# 九十九里町
九十九里町（くじゅうくりまち）は、千葉県東部の山武郡に属する町。九十九里浜の南部に位置し、都市雇用圏における東京都市圏に含まれる。紀州加太浦の漁民によって開かれた片貝（加太開）を中心とし、漁業の町、イワシの町として有名である。

## 概要
江戸幕府8代将軍・徳川吉宗は、甘藷（現在のサツマイモ）の栽培を青木昆陽に命じ、現在の九十九里町不動堂で試作させている。この結果、享保の大飢饉以降、関東地方や離島においてサツマイモの栽培が普及し、天明の大飢饉では多くの人々の命を救ったと評される。そのため、当地には「関東地方甘藷栽培発祥の地」の碑が建てられている。
伊能忠敬生誕地としても知られ、高村光太郎、竹久夢二、徳富蘆花などの多くの文人墨客が九十九里の地に訪れている。夏には海水浴客で賑う保養地となっている。

## 地理
千葉県東部に位置し、県庁所在地である千葉市から約30キロメートルの距離である。東京都の都心から60 - 70キロメートル圏内である。都市雇用圏における東京都市圏に含まれ、東金市への通勤率は17.0%（平成22年国勢調査）。
太平洋に面し、九十九里平野および九十九里浜（九十九里海岸）の南部に位置する。ハマナス群生地 などの自然が残る。

### 河川
- 作田川
- 真亀川

### 隣接する自治体
- 東金市
- 山武市
- 大網白里市

## 歴史

### 沿革
- 1955年（昭和30年）3月31日 - 山武郡片貝町・豊海町および鳴浜村の一部（作田）の新設合併により発足。
- 1960年（昭和35年）3月29日 - 片貝漁港起工式を挙行[5]。
- 1961年（昭和36年）3月1日 - 九十九里鉄道廃止。
- 1982年（昭和57年）7月30日 - 「いわしの町」のシンボルマークを制定。
- 1994年（平成6年）9月16日 - 地方拠点法に基づく長生・山武郡地方拠点都市地域指定
- 1998年（平成10年）3月20日 - 東金九十九里有料道路供用開始。
- 2003年（平成15年）5月18日 - 第125代天皇・皇后が19日まで視察。
- 2012年（平成24年）
  - 5月10日 - 千葉県LPガス協会山武支部との間で、災害時における応急生活物資供給等に関する協定を締結。
  - 5月31日 - 東金警察署・東金地区タクシー事業者会・東金市・大網白里町との間で、高齢者交通事故防止の相互協力に関する協定を締結。
  - 6月1日 - 東金市・山武市・大網白里町との間で、災害時における相互応援に関する協定を締結。
  - 8月10日 - 災害時における千葉県山武郡市の相互応援に関する協定を締結。
  - 8月31日 - 茨城県猿島郡五霞町との間で、災害時における相互応援に関する協定を締結。
- 2013年（平成25年）12月11日 - 町イメージキャラクター決定（愛称：くくりん）。

## 人口
平成27年国勢調査より前回調査からの人口増減をみると、8.30%減の16,510人であり、増減率は千葉県下54市町村中51位、60行政区域中57位。2022年4月1日には過疎地域に指定された。
| |                                            |  |
| 九十九里町と全国の年齢別人口分布（2005年） | 九十九里町の年齢・男女別人口分布（2005年） |  |
| ■紫色 ― 九十九里町 ■緑色 ― 日本全国 | ■青色 ― 男性 ■赤色 ― 女性                  |  |
| 九十九里町（に相当する地域）の人口の推移 \| 1970年（昭和45年） \| 17,639人 \| \| \| 1975年（昭和50年） \| 17,887人 \| \| \| 1980年（昭和55年） \| 18,037人 \| \| \| 1985年（昭和60年） \| 18,504人 \| \| \| 1990年（平成2年） \| 19,300人 \| \| \| 1995年（平成7年） \| 20,196人 \| \| \| 2000年（平成12年） \| 20,266人 \| \| \| 2005年（平成17年） \| 19,009人 \| \| \| 2010年（平成22年） \| 18,004人 \| \| \| 2015年（平成27年） \| 16,510人 \| \| \| 2020年（令和2年） \| 14,639人 \| \| |                                            |  |
| 総務省統計局 国勢調査より |                                            |  |
| 1970年（昭和45年） | 17,639人                                   |  |
| 1975年（昭和50年） | 17,887人                                   |  |
| 1980年（昭和55年） | 18,037人                                   |  |
| 1985年（昭和60年） | 18,504人                                   |  |
| 1990年（平成2年） | 19,300人                                   |  |
| 1995年（平成7年） | 20,196人                                   |  |
| 2000年（平成12年） | 20,266人                                   |  |
| 2005年（平成17年） | 19,009人                                   |  |
| 2010年（平成22年） | 18,004人                                   |  |
| 2015年（平成27年） | 16,510人                                   |  |
| 2020年（令和2年） | 14,639人                                   |  |

## 行政

### 町長
- 大矢 吉明（2015年10月12日就任、2期目）

### 立法

#### 町政
定数:16

#### 県政
- 千葉県議会
- 選挙区：山武市・山武郡選挙区
- 定数：2名

#### 国政
- 衆議院
  - 選挙区：全域が千葉県第11区に属する。
- 参議院
  - 選挙区：千葉県選挙区に属する。

## 経済

### 農業
平地を生かした稲作や野菜の生産が盛んである。
千葉県園芸特産地指定
- スイートメロン
- トマト

### 漁業

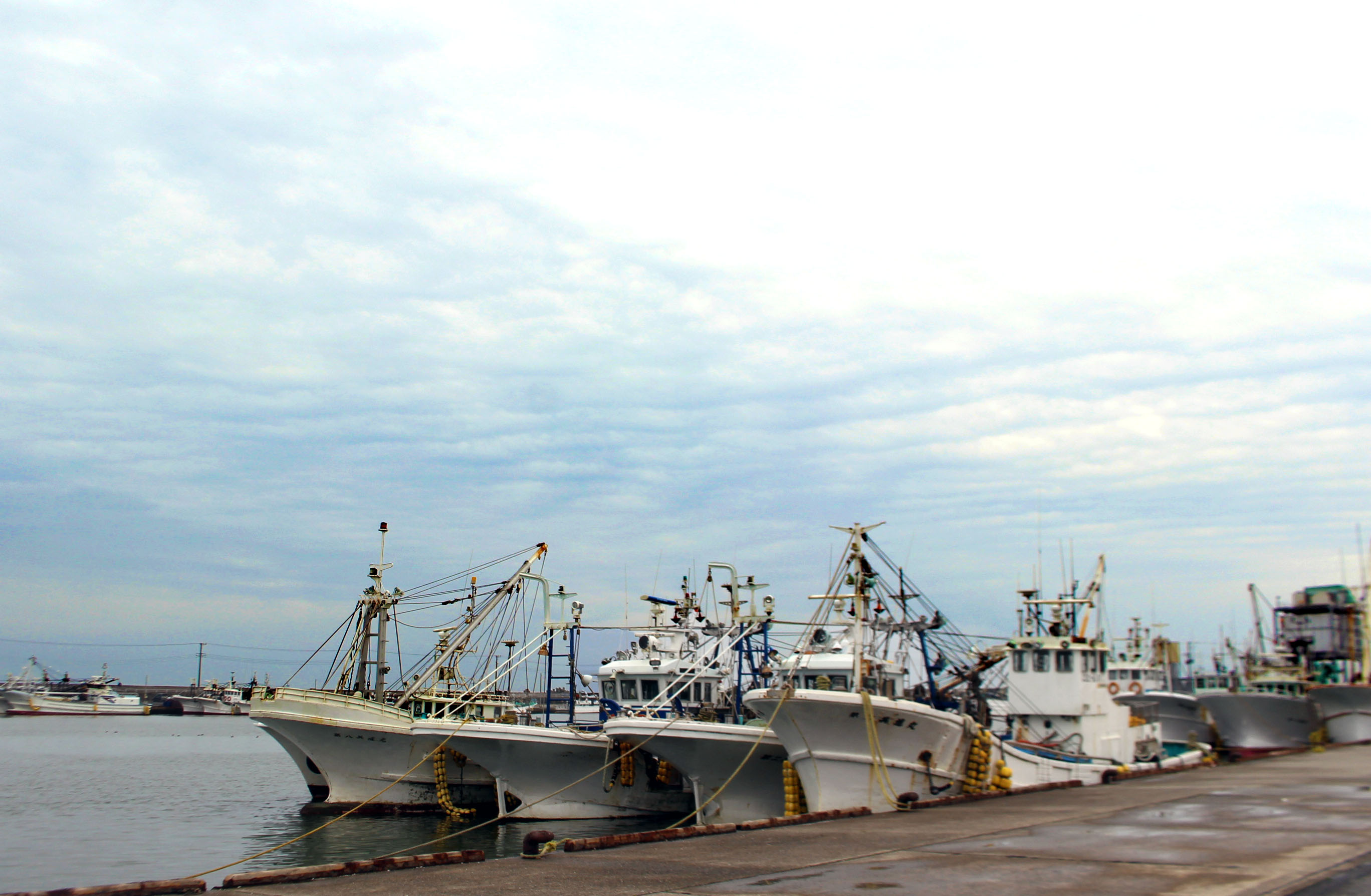
片貝漁港（第4種漁港）

九十九里町における漁業には、主にイワシまき網漁業、小型船舶によるハマグリ漁、観光遊漁船（釣船）の3種がある。有名な地引き網は、体験型観光としてのみ行なわれている。
- 特産品
  - イワシ
  - ハマグリ
  - サザエ
  - ダンベイキサゴ（ナガラミ）

#### 水産加工業
主にカタクチイワシを原料とした水産加工が行われている。生産品目は、みりん干し、目刺、丸干し、煮干し、ごま漬け、野菜漬けである。なお、地元で採れる岩ガキは大ぶりで味がクリーミーである。

#### 漁港
- 第4種漁港
  - 片貝漁港（避難港）

### 観光業
九十九里町における観光には海水浴、サーフィン、海釣りなどがある。1970年代頃まで九十九里町における観光といえば、夏季の海水浴が中心で、浜沿いには季節民宿が存在していた。しかし、自動車の普及と交通網の整備により、九十九里町は東京都の都心からの日帰り圏となったため、季節民宿は縮小傾向にある。

### ガス事業
南関東ガス田の中にあり、天然ガスを産出する。なお町内のガス供給は町が行っている。

### 工業
町内の主な工場
- 日本製罐千葉工場

## 姉妹都市・提携都市

### 日本国内
- 富山県上市町

## 教育

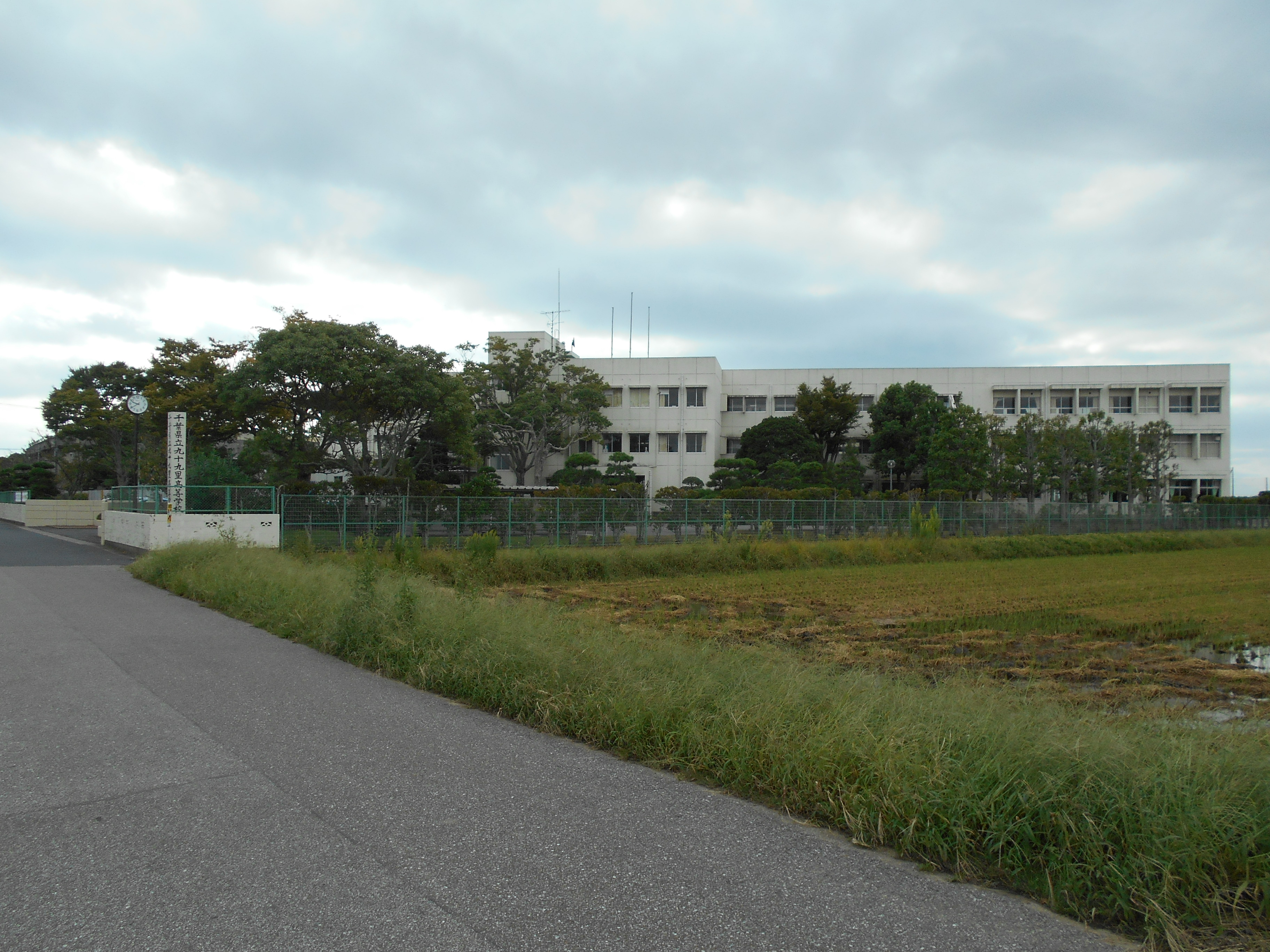
千葉県立九十九里高等学校

### 小学校
- 九十九里町立片貝小学校
- 九十九里町立九十九里小学校
- 九十九里町立豊海小学校

### 中学校
- 九十九里町立九十九里中学校

### 高等学校
- 千葉県立九十九里高等学校

## 交通

### 鉄道
町内に鉄道路線は通っていないが、路線バス・高速バスによる交通網が発達しており、東京駅や千葉駅のような主要駅への直接アクセスが可能である。
1926年（大正15年）から1961年（昭和36年）までは九十九里鉄道（鉄道路線）が通っていた。廃線後は九十九里鉄道バスが旧鉄道路線沿いを運行している。

#### かつて存在した鉄道
九十九里鉄道（1961年3月1日廃止）
- 西駅 - 学校前駅 - 上総片貝駅

### バス路線

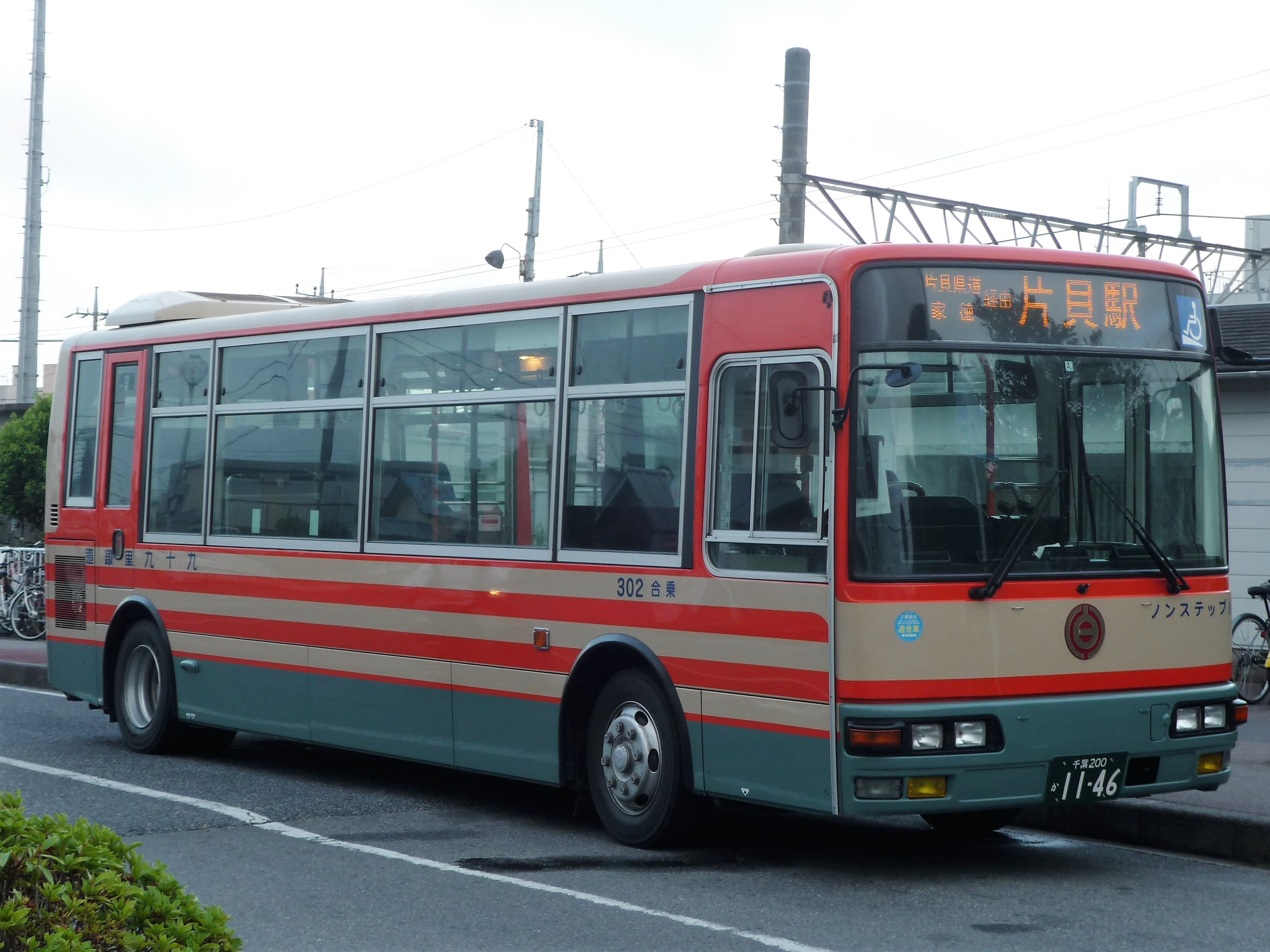
九十九里鉄道バス

ちばフラワーバス・小湊鉄道・九十九里鉄道によって路線が運行されており、東京駅や千葉駅と片貝やサンライズ九十九里を結ぶ高速バス、急行バスも運行されている。
- 九十九里鉄道
- 小湊鉄道
- ちばフラワーバス
  - 【高速バス】バスターミナル東京八重洲 - 大網駅・サンライズ九十九里・白子中里海岸（小湊鉄道、ちばフラワーバス）
  - 【急行バス】千葉駅 - 東金駅・片貝駅（九十九里鉄道）
  - 【急行バス】千葉駅 - サンライズ九十九里・白子車庫（小湊鉄道）

### 道路
有料道路
- 九十九里有料道路
- 東金九十九里有料道路

主要地方道
- 千葉県道25号東金片貝線
- 千葉県道30号飯岡一宮線
- 千葉県道75号東金豊海線

一般県道
- 千葉県道122号飯岡片貝線
- 千葉県道123号一宮片貝線

自転車道

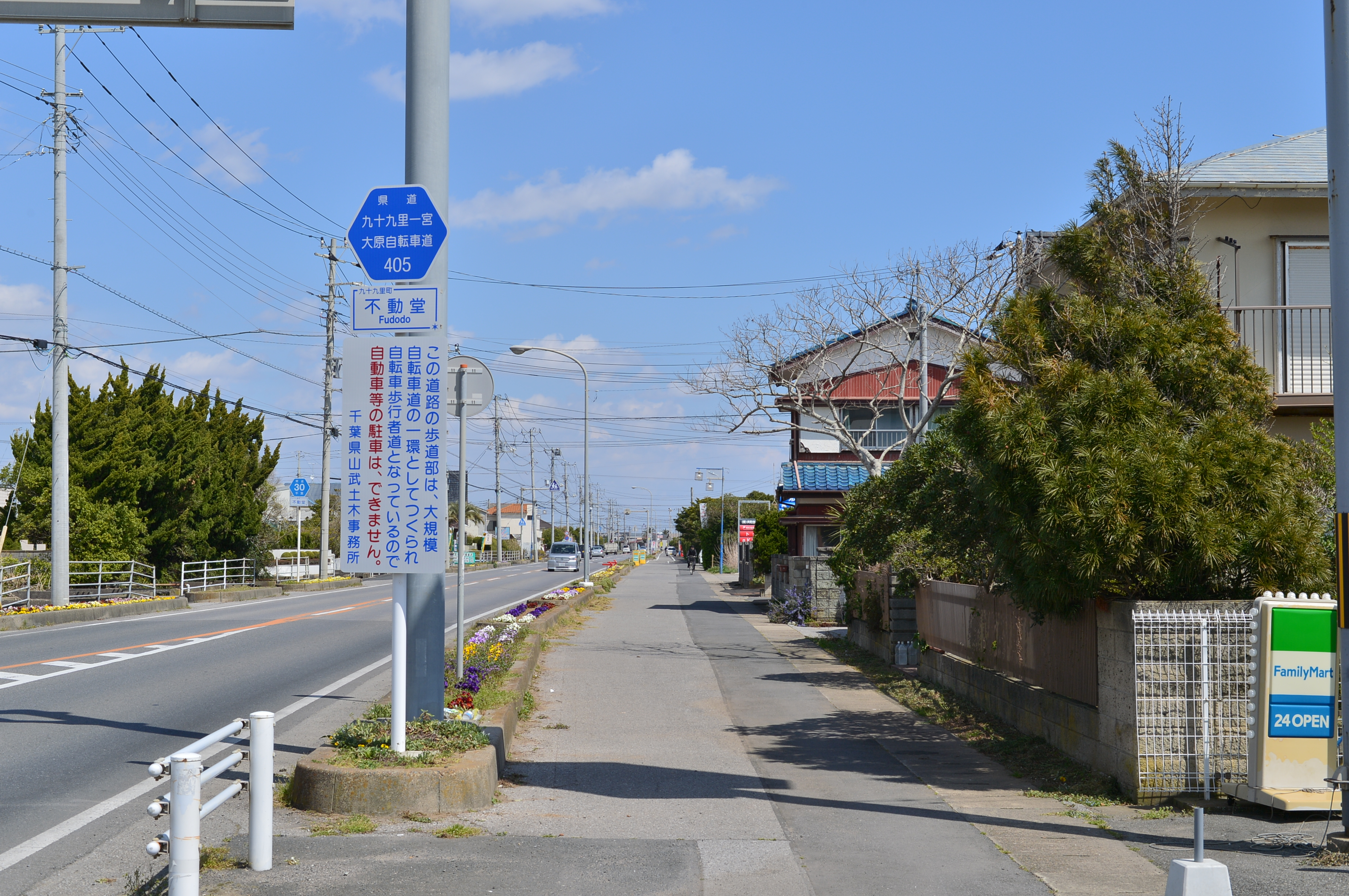
九十九里一宮大原自転車道線

- 千葉県道405号九十九里一宮大原自転車道線
- 千葉県道408号飯岡九十九里自転車道線

## 名所・旧跡・観光スポット・祭事・催事

### 名所・旧跡
- 伊能忠敬記念公園

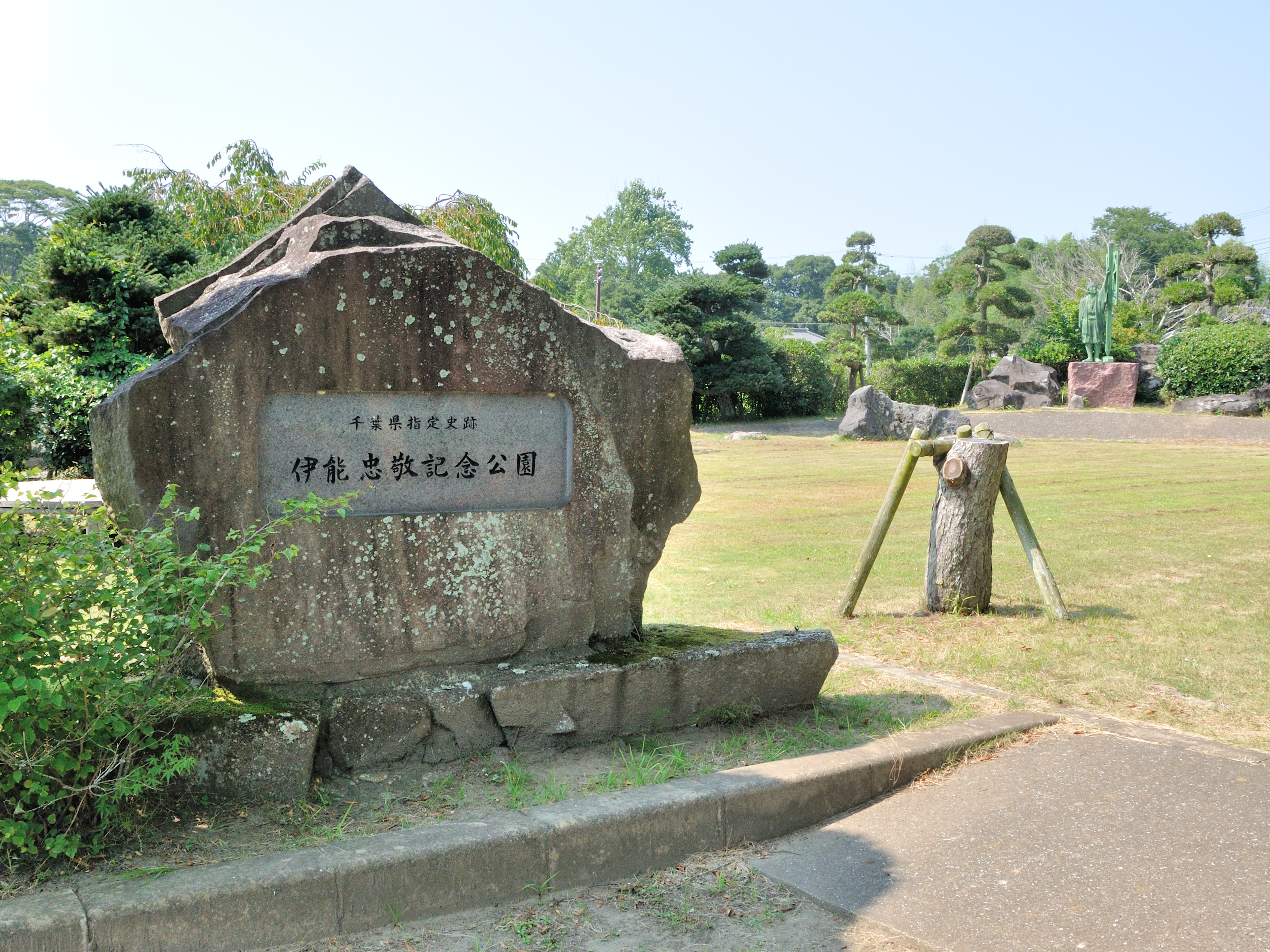
伊能忠敬記念公園

  - 伊能忠敬の生家跡や銅像などがあり、伊能忠敬出生地として千葉県の史跡に指定されている。伊能忠敬は上総国山辺郡小関村（現在の九十九里町小関）で生まれた。
- 関東地方甘藷栽培発祥の地碑
  - 1735年（享保20年）、不動堂村ほか2箇所で青木昆陽によるサツマイモの試作が行われ、関東で初めて成功した。豊海小学校の近くにあり、青木昆陽不動堂甘藷試作地として千葉県の史跡に指定されている。
- 武家屋敷門
  - 旧因州池田家江戸屋敷の黒門、東京大学の赤門と並ぶ、日本三門のひとつ。元々は八重洲にあった岡崎藩本多家上屋敷の門であり、国の重要文化財に指定されている。現在は山脇学園が所有しており、1974年に東京都芝白金から山脇学園九十九里臨海学校松籟荘内へ移築された。しかし海岸に近い立地のため塩害による傷みと保全に苦慮し、塩害対策のため東京都港区赤坂の山脇学園敷地内へ再移築されることになった。2016年8月に移築完了し、2016年9月28日に竣工式が行われた[7]。移築前（松籟荘内）は事前予約をすることで見学が可能であった。移築後の2018年に松籟荘も閉荘している[8]
- 八坂神社
- 皇産靈神社

### 観光スポット
- 九十九里浜（海水浴場・サーフスポット）
  - 作田海水浴場
    - 作田サーフスポット

  - 片貝海水浴場
    - 片貝漁港サーフスポット
    - 片貝新堤サーフスポット

  - 豊海海水浴場
    - 豊海サーフスポット
    - 九十九里ビーチタワー - 巻貝をモチーフに作られているタワー、ちば眺望100景
    - 2000年（平成12年）1月1日 - ミレニアム・イヤーの初日の出遥拝者41,000人を記録した[5]

  - 不動堂海水浴場（粟生海水浴場含む）
  - 真亀海水浴場
- 海の駅 九十九里
  - 2015年4月24日にオープンした片貝漁港の隣接地にある道の駅に類似した博物館・商業施設で、正式な名称は「いわしの交流センター」。農水産物直売所や飲食店、いわし資料館から成る施設であり、約3000匹のマイワシが回遊する水槽を設置するなど、休館が続くいわし博物館の事実上の後継施設となっている。
- いわし博物館
  - かつて存在した博物館。いわしに関する資料などを展示する、世界唯一の博物館であり、2003年には天皇・皇后も訪問した。しかし2004年7月30日にこの地域特有の自然湧出する天然ガスを原因とする爆発事故が発生、死傷者2名を出す惨事となった。これにより博物館は屋根や壁が吹き飛ぶほどの損傷を受け休館した。
- 国民宿舎・サンライズ九十九里
- 宮島池親水公園

### 祭事・催事
- ふるさと祭り
  - 夏の行事としては毎年八月の初めに片貝海水浴場にてレゲエナイトなどが行われている。
- 虫おくり
  - 夏の伝統行事[9]（毎年7月最終土曜日）
- 西の下の獅子舞
  - 九十九里八坂神社に保存伝承されている獅子舞で、神輿の露払いとして獅子舞を伝習させたのが始まり。県の無形文化財に指定されている。
- 九十九里大漁節
  - 千葉県の無形文化財に指定され、九十九里大漁節保存会によって保存伝承されている。
- 福の種まき
  - 皇産霊神社でとり行われる例祭で、獅子舞・かっこ舞の奉納とともに行われる。
- 直売朝市
  - 毎週日曜日（7時30分 - 8時30分）、九十九里町役場の駐車場で開催[10]。

### 名産品

#### 工芸品
- 経済産業大臣指定伝統的工芸品
  - 江戸硝子
- 伝統工芸品
  - 上総木彫（木工品）

#### 郷土料理
イワシ漁が盛んであったため、イワシを用いた郷土料理が多い。
- 千葉ブランド水産物認定品[12]
  - 九十九里地はまぐり
  - いわし野菜漬
  - 九十九里いわしのごま漬（農山漁村の郷土料理百選）
- B-1グランプリ出展料理やご当地グルメ
  - はまぐりカレー
  - 九十九里オーシャンビール（ご当地ビール）
- 郷土料理
  - いわしのだんご汁
  - イワシのみりん干し

### 文化財
千葉県指定文化財一覧。
| 番号 | 指定・登録 | 類別           | 名称                     | 所在地                             | 所有者または管理者   | 指定年月日      | 備考 |
| ---- | ---------- | -------------- | ------------------------ | ---------------------------------- | -------------------- | --------------- | ---- |
| 1    | 県指定     | 無形民俗文化財 | 九十九里大漁節           | 山武郡九十九里町片貝               | 九十九里大漁節保存会 | 昭和38年5月4日  |      |
| 2    | 県指定     | 無形民俗文化財 | 西ノ下の獅子舞           | 山武郡九十九里町西ノ下（八坂神社） | 西ノ下獅子舞保存会   | 昭和45年1月30日 |      |
| 3    | 県指定     | 記念物（史跡） | 伊能忠敬出生地           | 山武郡九十九里町小関2689           | 個人（九十九里町）   | 昭和44年1月10日 |      |
| 4    | 県指定     | 記念物（史跡） | 青木昆陽不動堂甘藷試作地 | 山武郡九十九里町不動堂301-6        | 九十九里町           | 昭和44年4月18日 |      |

## 有名人

### 著名な出身者
- 伊能忠敬（地理学者）
- 斉藤勝雄（造園家）
- 高見山宗五郎（元大相撲力士、最高位関脇）
- 中村勝広（プロ野球選手・監督）
- 中村好文（建築家）

### 観光大使
- DISH// :6枚目のシングル曲「イエ〜ィ!!☆夏休み」の歌詞に「九十九里」が登場する縁で、2015年7月11日より初代・九十九里町観光大使に任命された[14]。
- かのんぷ♪ :ウクレレ・ピアノの夫婦アコースティックユニット。九十九里町在住であることから2020年4月1日より2代目・九十九里町観光大使に任命された[15]。

## 九十九里町を舞台・ロケ地とした作品

### 音楽
- 想い出の九十九里浜（Mi-Ke）
  - 九十九里町を限定してモチーフにしたという訳ではないが、1990年に大ヒットし、九十九里浜の名前が全国的に知れ渡った。